# Pennsylvania Dutch
De såkaldte Pennsylvania Dutch (som sikkert burde hedde Pennsylvania Deitsch eller endnu mere oprindeligt: Pennsilfaani-Deitsch) er efterkommere efter tysktalende immigranter, der kom til Pennsylvania før 1800. Det er folk med forskellige religiøse opfattelser, som hovedsagelig lever i det sydøstlige Pennsylvania, og som har kulturelle traditioner, der stammer fra tyske udvandringer til USA i det 17. og 18. århundrede.
Til trods for, at det engelske navn kunne få én til at tro det, stammer disse mennesker ikke fra Nederlandene, men snarere fra forskellige egne i det sydvestlige Tyskland, Alsace og Schweiz. Derfor nedstammer det pennsylvanske tysk fra den højtyske, alemanniske dialekt. Ordet "Dutch" bruges her i et gammeldags engelsk, hvor man omtalte både tyskere og nederlændere som deitch.
På grund af tilbagegangen i brugen af pennsylvansk tysk inden for mange af samfundene, men også udløst af giftermål med udenforstående og øget social mobilitet hos de mest verdslige af samfundene, er den etniske bevidsthed ofte meget svag, særligt blandt de unge. I nogle samfund bruges navnet Pennsylvania Dutch kun om medlemmer af Amish- og Mennonitmenigheder, og unge fra Amishmenigheden, som ikke tilslutter sig den, siges endda at "blive engelske".
I 1993 blev det Nye Testamente oversat til pennsylvansk tysk.

## Eksterne links
- Amish Arkiveret 29. november 2005 hos  Wayback Machine (engelsk)
- The Pennsylvania German Society (engelsk)

### På pennsylvansk tysk
- Deitscherei.org – Fer der Deitsch Wandel Arkiveret 17. oktober 2020 hos  Wayback Machine
- Den Pennsylvansk tyske encyklopædi Arkiveret 28. oktober 2006 hos  Wayback Machine